# 약산동대
약산동대(藥山東臺)는 평안북도 녕변군 약산의 장소로 경치가 뛰어나다. 관서팔경의 하나다.